# Auloserpusia albifrons
Auloserpusia albifrons är en insektsart som beskrevs av Willy Adolf Theodor Ramme 1929. Auloserpusia albifrons ingår i släktet Auloserpusia och familjen gräshoppor. Inga underarter finns listade i Catalogue of Life.